# Олтіна (комуна)
Олтіна (рум. Oltina) — комуна у повіті Констанца в Румунії. До складу комуни входять такі села (дані про населення за 2002 рік):
- Олтіна (2098 осіб) — адміністративний центр комуни
- Резоареле (701 особа)
- Сату-Ноу (276 осіб)
- Струнга (20 осіб)

Комуна розташована на відстані 128 км на схід від Бухареста, 77 км на захід від Констанци, 142 км на південь від Галаца.

## Населення
За даними перепису населення 2002 року у комуні проживали 3095 осіб.
Національний склад населення комуни:
| Національність | Кількість осіб | Відсоток |
| -------------- | -------------- | -------- |
| румуни         | 3091           | 99,9%    |
| турки          | 4              | 0,1%     |

Рідною мовою назвали:
| Мова      | Кількість осіб | Відсоток |
| --------- | -------------- | -------- |
| румунська | 3091           | 99,9%    |
| турецька  | 4              | 0,1%     |

Склад населення комуни за віросповіданням:
| Релігія       | Кількість осіб | Відсоток |
| ------------- | -------------- | -------- |
| православні   | 3089           | 99,8%    |
| мусульмани    | 5              | 0,2%     |
| римо-католики | 1              | < 0,1%   |